# Подобова оренда апартаментів
Подобова оренда апартаментів — це найм житлового приміщення для короткочасного проживання. Ця послуга призначена для мандрівників, людей в відрядженні або відпустці. Будучи альтернативою готелям, подобова оренда зазвичай передбачає самообслуговування мешканців (орендарів). Послугу подобової оренди апартаментів надає: власник апартаментів, орендар апартаментів (суборенда), апарт-готель, міні-готелі на кшталт bed and breakfast.

## Обстановка і зручності
Стандартна обстановка апартаментів зазвичай включає як мінімум одне спальне місце, шафа, стіл, кухню, туалет та ванну. Більшість апартаментів мають кабельне ТБ, доступ в Інтернет, кондиціонер, плиту, холодильник, електрочайник , кавоварку, праска, фен, посуд, постільна білизна. Апартаменти-люкс можуть мати кілька ванн, джакузі, домашній кінотеатр, колекцію DVD, бібліотеку, басейн і багато іншого.

## Ціни
Вартість добової оренди апартаментів може залежати від типу житлового приміщення (наприклад, замок, вілла, будинок, котедж, дача, квартира, пентхаус та ін), місця розташування (наприклад, історичний центр міста, поруч з пляжем тощо), місткості (мається на увазі максимальна кількість спальних місць), поверху, ремонту, обстановки і зручностей апартаментів, сезону, дня тижня, національних свят, спортивних заходів, фестивалів.
Як наслідок, вартість добової оренди апартаментів може змінюватися.

## Бронюванняапартаментів

### Бронювання апартаментів у власника
Забронювати апартаменти можна зв'язавшись з власником апартаментів по телефону, за електронній пошті, через вебсайт — власний сайт власника; а також через онлайн-сервіс з послугою пошуку апартаментів на добу, де розміщена інформація про апартаменти, і є можливість онлайн-бронювання. При бронюванні апартаментів власник та орендар обмінюються необхідною інформацією.

#### Необхідна інформація для власника
- Контактні дані орендарів
- Дата, час заїзду та виїзду
- Кількість людей
- Кількість і вік дітей
- Наявність домашніх тварин
- Необхідність у місці для куріння
- Вечірка
- Необхідність трансферу мешканців.

#### Необхідна інформація для орендаря
- Контактні дані власника
- Дата, час заїзду та виїзду
- Місце розташування апартаментів
- Кількість спальних місць
- Ремонт, обстановка, зручності апартаментів
- Правила проживання (наприклад, можливість розміщення з тваринами, проведення вечірки та ін.)
- Умови бронювання
- Вартість проживання
- Наявність і вартість додаткових послуг (наприклад, користування Інтернетом, трансфер та ін.)

### Способи оплати
Оплатити проживання можна за допомогою кредитних карток (Visa, MasterCard, Maestro), системи Webmoney і інших систем або банківським платежем.

## Проблеми подобової оренди апартаментів

### Достовірність реклами
При виборі апартаментів по фотографіях не можна достовірно і повністю дізнатися їх поточний стан, навіть якщо надані фотографії красиві і якісні. Прибувши на місце можна виявити невідповідність між фотографіями і реальністю (наприклад, протікають труби, несправний холодильник тощо). Один із способів уникнути цього — переглядати відгуки користувачів про конкретні апартаменти в мережі Інтернет (наприклад, на онлайн-сервісах для пошуку апартаментів на добу), а також писати відгуки самостійно.

### Шахрайство
У випадку шахрайства, зловмисник видає себе за власника і рекламує апартаменти, які насправді йому не належать, з метою отримати з орендарів гроші. В результаті, ошукані люди, заплатять за бронювання та / або відпустку, а приїхавши на місце виявлять, що апартаментів не існує або вони зайняті мешканцями, які домовлялися з реальним власником апартаментів.
.
Ненадійні власники можуть вимагати завдаток наперед,а у час заїзду не виходити на зв'язок,тому варто перевірити всю інформацію на різних ресурсах.

### Збереження майна
Власник апартаментів зацікавлений в збереженні своїх апартаментів, включаючи ремонт, техніку, меблі та ін Відомі випадки грабежу і вандалізму.

### Усна домовленість
Власник апартаментів ризикує втратити потенційний дохід від оренди при усної домовленості (тобто без бронювання) з орендарем. Така ситуація трапляється, якщо орендарі, не попереджають заздалегідь власника про те, що не приїдуть у зазначений день.

## Світ
Подобова оренда апартаментів дуже популярна в Європі, а також в Іспанії, Франції, Греції та Туреччини. У Франції апартаменти для оренди відомі як gîte (фр. — Котедж), а в США як vacation rental (англ. — Оренда). Оренда апартаментів на добу доступна в більшості штатів США і поширена у великих туристичних районах, таких як Флорида, Гаваї та Каліфорнія.

## Обмеження
У деяких містах місцева влада встановили, що оренда апартаментів завдає шкоди готельної індустрії, і внесли в законодавство деякі правила і обмеження. В США в Нью-Йорку, Чикаго та інших містах ввели обмеження на короткий термін оренди.